# I-59 (sous-marin, 1929)
Pour les articles homonymes, voir I-59.
Le I-59 (イ-59) (plus tard renommé I-159) est un sous-marin japonais de la classe Kaidai (伊号第五三潜水艦, I-gō Dai-Hyaku-gojūsan sensuikan, classe I-53/I-153) de la sous-classe Kaidai IIIb (Type KD3b, Kaidai 3 gata b (海大III型b?)) construit pour la marine impériale japonaise. 

## Contexte
Après la Première Guerre mondiale, la marine impériale japonaise a réévalué l'utilisation de la guerre sous-marine comme élément de stratégie de flotte en raison du déploiement réussi de croiseurs-sous-marins à long rayon d'action pour les raids commerciaux des principales marines de combat. Les stratèges japonais en sont venus à réaliser les possibilités d'utilisation de l'arme pour la reconnaissance à longue portée, et dans une guerre d'usure contre une flotte ennemie qui s'approchait du Japon. Deux grands sous-marins japonais à longue portée avaient déjà été construits dans le cadre du programme de la flotte des Huit-six en tant que prototypes (I-51 et I-52), mais l'arrivée le 20 juin 1919 de sept U-boote allemands reçus par le Japon en réparation de guerre à la fin de la Première Guerre mondiale a conduit à une refonte complète. Les Japonais ont rapidement embauché des centaines d'ingénieurs et de techniciens de sous-marins allemands et d'anciens officiers de sous-marins allemands au chômage à la suite de la défaite de l'Allemagne pendant la Première Guerre mondiale, et les ont fait venir au Japon dans le cadre de contrats de cinq ans. L'ONI (Office of Naval Intelligence) américain a estimé que quelque 800 conseillers allemands s'étaient rendus au Japon à la fin de 1920. Les Japonais ont également envoyé des délégations en Allemagne, et ont participé activement à l'achat de nombreux brevets.

## Description
Les sous-marins de la sous-classe KD3B ont été des sous-marins de croisière de conception japonaise produits en série. Ils étaient essentiellement des reproductions de la précédente sous-classe KD3A avec des modifications mineures pour améliorer la tenue en mer.
Ils ont un déplacement de 1 829 tonnes en surface et 2 337 tonnes en immersion. Les sous-marins mesuraient 100 mètres de long, avaient une largeur de 8 mètres et un tirant d'eau de 4,82 mètres. Les sous-marins permettaient une profondeur de plongée de 60 m et un possédaient un effectif de 60 officiers et membres d'équipage. La coque avait presque les mêmes dimensions extérieures que celle du I-52, mais l'épaisseur accrue de la coque intérieure permettait une profondeur de plongée de 60 mètres. Le volume intérieur a été légèrement augmenté en rendant la coque légèrement trapézoïdale en section transversale, au prix de 300 tonnes de déplacement supplémentaire. Les différences externes comprenaient un coupe filet anti-sous-marin à la proue, ainsi qu'un joint torique pour le remorquage.
Sulzer a été retenu comme fabricant des moteurs diesel, dont les performances étaient légèrement supérieures à celles des moteurs du I-52. Pour la navigation de surface, les sous-marins étaient propulsés par deux moteurs diesel de 3 400 cv (2 535 kW), chacun entraînant un arbre d'hélice. En immersion, chaque hélice était entraînée par un moteur électrique de 900 chevaux-vapeur (671 kW). Ils pouvaient atteindre 20 nœuds (37 km/h) en surface et 8 nœuds (15 km/h) sous l'eau. En surface, les KD3A avaient une autonomie de 10 000 milles nautiques (19 000 km) à 10 noeuds (19 km/h); en immersion, ils avaient une autonomie de 90 milles nautiques (170 km) à 3 noeuds (5,6 km/h).
Les sous-marins étaient armés de huit tubes lance-torpilles internes de 53,3 cm, six à l'avant et deux à l'arrière. Ils transportaient une recharge pour chaque tube, soit un total de 16 torpilles. Ils étaient également armés d'un canon de pont de 120 mm (4,7 in) pour le combat en surface.

## Construction
Construit par l'Arsenal naval de Yokosuka au Japon, le I-59 a été mis sur cale le 25 mars 1927. Il a été lancé le 25 mars 1929  et est nommé I-59. Il a été achevé et mis en service le 25 mars 1930 et est rattaché au district naval de Kure. Le capitaine de corvette (海軍少佐 (Kaigun-shōsa)) Tsuruoka Nobumichi prend le commandement du sous-marin.

## Histoire de service
Lors de sa mise en service, le I-59 est affecté à la 28e division de sous-marins du 2e escadron de sous-marins de la 2e Flotte. Le 15 novembre 1933, le I-59 est placée en réserve à Kure.
Le 6 janvier 1941, le drapeau de la 28e division de sous-marins est temporairement transféré du I-59 au I-60. Le 29 janvier 1941, le drapeau de la 28e division de sous-marins est rendu au I-59.
Le 6 décembre 1941 commence l'Opération "M", lattaque des Philippines du Sud. Le 8 décembre, le I-59 est à Kobe en cours de révision avec le I-60.
Le 31 décembre 1941, le I-59 part de Kobe et arrive le 5 janvier 1942 à Davao en Philippines. Le 9 janvier 1942, le I-60 est à nouveau désigné comme le navire amiral de la 28e division de sous-marins. Le 10 janvier 1942, le I-59 part de Davao pour sa première patrouille de guerre avec le I-60. Ils naviguent au sud des îles de la Sonde, à travers la mer de Banda, jusqu'aux Célèbes, dans les Indes orientales néerlandaises. Le I-59 patrouille dans la mer des Moluques.
Du 7 au 13 janvier 1942 se déroule l'Opération "H", l'invasion des Célèbes. Les forces d'invasion du vice-amiral Takahashi débarquent sur Mendado et Kema sous protection maritime des ouvertes du 5e escadron de sous-marins avec les sous-marins I-59, I-60, I-62, I-64, I-65 et I-66. Une fois cette action terminée, le I-59 reçoit l'ordre de se détacher pour Penang, en Malaisie, via l'île Christmas. Le I-60 doit également se rendre à Penang en passant par la côte ouest de Sumatra après avoir patrouillé à l'entrée sud du détroit de la Sonde.
Le 20 janvier 1942, dans l'Océan Indien, le 'I-59 torpille le cargo norvégien Eidsvold de 4 184 tonneaux au large de Flying Fish Cove sur l'île Christmas. Le commandant Yoshimatsu le touche et le coule avec sa sixième torpille. Le 25 janvier 1942, le I-59 effectue une observation périscopique et pénètre dans Sabang Roads après que Yoshimatsu se soit assuré qu'il n'y a pas de navires de guerre. Le I-59 coule un navire marchand britannique non identifié et fait prisonniers certains membres de son équipage. Il arrive à Penang le 26 janvier 1942.
Le I-59 quitte Penang le 21 février 1942 pour sa deuxième patrouille de guerre afin de faire un raid sur les communications ennemies au sud-ouest de Sumatra. Le 1er mars 1942, à l'ouest de Sumatra, le I-59 torpille et coule le navire à passagers néerlandais Rooseboom de 1 035 tonneaux qui s'échappe de Padang, vers Colombo de l'île de Ceylan, à la position géographique de 0° 15′ N, 86° 50′ E. Environ 250 vies sont perdues, principalement des militaires britanniques et de nombreux civils. Quatre survivants auraient atteint le rivage et deux auraient été sauvés par le navire à vapeur néerlandais Palopo. Il est de retour à Penang le 12 mars.
Le 22 mars 1942, il quitte Penang pour Sasebo qu'il atteint le 1er avril 1942.
Le 10 avril 1942, la 28e division de sous-marins est dissoute et le I-59 est transféré à la 19e divisions de sous-marins.
Le 19 mai 1942, le I-59 quitte Kure 
Le 20 mai 1942, le I-59 est renuméroté I-159.
Le 26 mai 1942, en préparation de l'Opération Mi, la  Bataille de Midway, le I-159 arrive à Kwajalein. Le I-159 est affecté dans le corps expéditionnaire avancé de la 6e Flotte du vice-amiral, le marquis Teruhisa Komatsu, dans le 5e escadron de sous-marins du contre-amiral Daigo Tadashige avec les I-156, I-157, I-158, I-159, I-162, I-165 et I-166.
Le 30 mai 1942, le I-159 part de Kwajalein pour sa troisième patrouille de guerre. La 5e escadron de sous-marins est déployée entre les positions géographiques de 28° 20′ N, 162° 20′ O et 26° N, 165° O. Il revient à Kwajalein le 21 juin.
Le 10 juillet 1942, le 5e escadron de sous-marins est dissout et la 19e division de sous-marins avec les I-156, I-157, I-158 et I-159 est transférée à la Force de la Garde de Kure. Le I-159 est utilisé comme navire-école par la suite.
Le 8 juillet 1943, le drapeau de la 19e division de sous-marins est transféré sur le I-158. Le 1er décembre 1943, le I-159 est réaffecté à la 19e division de sous-marins.
Le 25 décembre 1943, le I-159 arrive au dépôt de carburant de Tokuyama pour se ravitailler en carburant et quitte le même jour Tokuyama pour y retourner le lendemain pour se ravitailler en carburant et repart le même jour.
Le 5 janvier 1944, à Iyo Nada dans la mer intérieure de Seto, le I-159 participe à la première étape des expériences de camouflage de sous-marins (Sensuikan Gaigen Toshoku Jikken) menées par l'école navale de sous-marins. Il reçoit le schéma n°5 (probablement un motif gris verdâtre), appliqué sur les côtés de la coque et de la tour de contrôle. Plus tard dans le mois, le I-159 effectue les essais de l'explosif à influence magnétique de type 2 pour les torpilles Type 95.
Du 23 au 25 février 1944, le I-159 participe à la deuxième étape des expériences de camouflage des sous-marins, avec le schéma n°5, qui s'étend maintenant aux surfaces de pont en bois.
Le 20 avril 1945, la 19e division de sous-marins est dissoute et le I-159  est réaffecté à la 34e division de sous-marins de la 6e Flotte.
En mai-août 1945, le I-157 est configuré pour transporter deux torpilles humaines Kaiten pour des attaques suicides. Il effectue des transports de Kaiten d'Ozushima vers des bases côtières le long de la côte de Kyushu.
Pendant le mois de juillet 1945, les équipages des sous-marins I-156, I-157, I-158, I-159 et I-162 se sont entraînés à lancer des Kaiten en combat contre la flotte d'invasion américaine.
En août 1945, le I-159 est transféré à Maizuru en prévision d'attaques aériennes. Le 6 août 1945, il est affecté au groupe Kaiten de "Shinshu-tai" (Unité de la Terre des Dieux). Le départ du groupe est prévu pour la mi-août avec les I-36, I-155 et I-156.
Le 11 août 1945 à la Base navale de Maizuru, le I-159 est mitraillé par des chasseurs 
North American P-51 Mustang en provenance d'Iwo Jima et ses principaux ballasts sont percés à trois endroits. Après des réparations de fortune, le I-159 est transféré à la base de Kaiten à Hirao, sur l'île de Honshu.
Le 15 août 1945, la Seconde Guerre mondiale a pris fin avec l'annonce Gyokuon-hōsō par l'empereur Hirohito de la cessation des hostilités entre le Japon et les Alliés. Le Japon s'est officiellement rendu lors d'une cérémonie à bord du cuirassé USS Missouri (BB-63) dans la baie de Tokyo le 2 septembre 1945. 
La 34e division de sous-marins est dissoute. Le I-159 est transféré à la 15e division de sous-marins.
A la base de base de Kaiten à Hirao, l'essentiel du message de l'empereur est mal compris et les équipages des sous-marins continuent les préparatifs de la sortie. Le I-159 embarque deux Kaiten et leurs pilotes, l'enseigne Saito Tadashi et le FPO1C Imada Shinzo. Le 16 août 1945, à midi, le I-159, commandé par le Lieutenant Miyake Tatsuo, quitte Hirao en tant que premier (et finalement seul) navire du groupe Kaiten "Shinshu-tai" à intercepter les navires soviétiques au large de Vladivostok. Son capitaine est autorisé à attaquer tous les navires alliés qui tentent d'interférer avec sa mission. Le I-159 sort de la mer intérieure de Seto par le détroit de Bungo, se dirige vers le détroit d'Osumi en étant immergée pour éviter d'être détectée. Le 17 août 1945, après être arrivé au large des côtes de Miyazaki, sur l'île de Kyushu, le I-159 reçoit un message de Hirao informant son capitaine de la cessation des hostilités. Le Lieutenant Miyake fait une escale de nuit au port d'Aburatsu, au cours de laquelle tous les documents secrets sont détruits. Le 
18 août 1945, il part de Aburatsu et revient à Hirao. 
En septembre 1945, le I-159 se rend ayant survécu à la guerre et est transféré à Sasebo en octobre 1945. Il a été retiré de la liste de la marine le 30 novembre 1945. Après avoir été dépouillé de tout équipement et matériel utilisable, il participé le 1er avril 1946 à l'opération Road's End. Le sous-marin est remorqué de Sasebo à une zone au large de Goto Retto où il est sabordé par les tirs du ravitailleur de sous-marins USS Nereus. Ses coordonnées de naufrage sont approximativement la position géographique de 32° 37′ N, 129° 17′ E.